# Richard Allen (hockey sur gazon)
Pour les articles homonymes, voir Allen et Richard Allen.
Richard James Allen, né le 4 juin 1902 à Nagpur et mort en 1969 à Bangalore, est un joueur indien de hockey sur gazon évoluant au poste de gardien de but.

## Biographie
Il participe à trois éditions des Jeux olympiques avec l'équipe nationale de hockey, (1928, 1932 et 1936), remportant systématiquement la médaille d'or et n'encaissant que trois buts sur ces trois compétitions.